# 6221 Ducentesima
A 6221 Ducentesima (ideiglenes jelöléssel 1980 GO) a Naprendszer kisbolygóövében található aszteroida. Antonín Mrkos fedezte fel 1980. április 13-án.